# ラッキー・デューベ
ラッキー・デューベ (Lucky Dube, 1964年8月3日 - 2007年10月18日) は、南アフリカ共和国のレゲエ歌手。ズールー語、英語、アフリカーンス語を使い、25年にわたる活動を経て22枚のアルバムを発表し、南アフリカで最も人気のあるレゲエアーティストとして知られていた。2007年10月18日、ヨハネスブルグロゼッテンビル地区で強盗に襲われ殺害された。

## 来歴

### 幼少期
ラッキー・デューベは1964年8月3日、南アフリカの東トランスファール州（現ムプマランガ州）エルメロで生まれた。出生時、既に両親は離婚しており、デューベは母親サラによって育てられた。サラは彼を生むまでに何度か流産を経験していたため、この出産を大変幸運なことだと考え彼を「ラッキー」と名づけた。
母親が出稼ぎに出ていたため、デューベは兄弟姉妹のサンディとパトリックと共に、幼少期の多くの時間を祖母の下で過ごした。デューベは1999年のインタビューにおいて祖母のことを「責任を持って自分を育ててくれた、今でも自分が一番愛している人」と語っている。

### 初期の音楽活動
少年時代のデューベは植木職人として働いていたが、成長するにつれその仕事では家族を養うに充分な収入を得ることは難しいと考えるようになり、学校に通い始めた。そこで彼は聖歌隊に加わり、またそこで出会った友人らとスカイウェイ・バンド (The Skyway Band) というバンドを結成した。また、デューベがラスタファリ運動に出会ったのもこの時期であった。
18歳の時、彼のいとこもメンバーにいたムバカンガバンド、ラヴ・ブラザーズ (The Love Brothers, 後にスーパーソウル (The Supersoul) に改名) に参加した。デューベは学業に加え、ミッドランド (en:Midrand) にあるHole and Cooke社の自動車オークション会場の警備員として働きながらバンド活動を続けた。徐々に人気を増したラヴ・ブラザーズは音楽プロデューサーのリチャード・シルマ (Richard Siluma) に見出され、ティール・レコード (Teal Record Company) と契約した。このときデューベはまだ在学中であったため、学校休暇期間中にレコーディングを行った。このときの作品はレコード会社の意向で結果的に『Lucky Dube and the Supersoul』というタイトルでリリースされた。このファーストアルバムがヒットしたので、すぐにセカンドアルバムもリリースされた。この頃からデューベは作詞と英語の勉強をし始めた。

### レゲエへの傾倒
5枚目のムバカンガのアルバムを発表した頃、後にデューベのサウンドエンジニアとなるデイヴ・セガール (Dave Seagal) はデューベにソロ活動を始めることを勧めた。デューベはセガールの提案を受け入れ、以降のアルバムは全て"ラッキー・デューベ"のソロ名義でリリースされることとなった。さらにデューベはこの頃、コンサートでレゲエを演奏すると聴衆のうけがよいことに気がつき始めていた。本場ジャマイカのジミー・クリフやピーター・トッシュらのレゲエに影響を受けたデューベは、アパルトヘイト政策下の南アフリカで社会的・政治的なメッセージの込められたレゲエを歌い始めた。
新しいジャンルに挑戦することを決めた彼は1984年にミニアルバム『Rastas Never Die』をリリースした。しかし、彼のンパカンガ作品が平均3万枚売れていたのに対し、本作はたった4千枚しか売れなかった。これは当時反アパルトヘイト運動に敏感だった南アフリカ当局が本作を発売禁止にしたからであった。そのような困難にもかかわらずデューベはライブやレコーディングでレゲエを演奏し続け、1985年には再びレゲエに取り組んだ『Think About The Children』をリリースした。この2枚目のレゲエアルバムはプラチナム・ヒットとなり、彼は南アフリカで最も有名なレゲエミュージシャンとしての地位を確立した。

### 商業的成功
以後もデューベは商業的にも批評的にも成功した作品を発表し続ける。1989年には『Prisoner』によってOKTVアワードを受賞すると、翌年には『Captured Live』で、さらに次の年には『House Of Exile』で3年連続受賞を達成した。
1993年のアルバム『Victims』は世界で100万枚以上を売り上げた。1995年にはモータウン・レコードと契約したが、アルバム『Trinity』はモータウン参加のタブーレコーズ (en:Tabu Records) からのリリースとなった。
1996年に発表したコンピレーション・アルバム『Serious Reggae Business』は、ワールド・ミュージック・アワード"Best Selling African Recording Artist"賞と、ガーナ・ミュージック・アワード"International Artist Of The Year"賞を受賞した。その後の3枚のアルバムはそれぞれ南アフリカ・ミュージック・アワード (en:South African Music Awards) を受賞した。2006年の『Respect』はワーナー・ミュージックからの配給となった。
以上の商業的成功と評価の高まりによって、デューベは世界的にツアーを行うようになり、シネイド・オコナーやピーター・ガブリエル、スティングらと共演した。さらに1991年にはジャマイカのレゲエ・サンスプラッシュ (en:Reggae Sunsplash) に、2005年にはLIVE 8ヨハネスブルグ会場に出演した。
デューベは時には俳優として活動することもあった。『Voice In The Dark』、『Getting Lucky』、『Lucky Strikes Back』といった映画に出演した。

### 死
2007年10月18日、デューベは彼の叔父の家に乗用車（クライスラー・300）で二人の子供を送迎した直後、ヨハネスブルグ市内ロゼッテンビル地区で何者かに襲われ殺害された。警察は物取り目的の自動車強盗として調査を開始し、強盗殺人の疑いで5人を指名手配した。2009年3月31日に容疑者のうち3名が容疑を認め、2名は逃亡を試みたが逮捕された。裁判の結果5名の犯人は終身刑に処された。

### 追悼の動き
2008年10月21日、ライコディスク社はデューベの過去のヒット曲と未発表曲を収録したコンピレーションアルバム『Retrospective』をリリースした。

## ディスコグラフィ

### ンバカンガ
- Lengane Ngeyethu (1981)
- Kudala Ngikuncenga (1982)
- Kukuwe (1983)
- Abathakathi (1984)
- Ngikwethembe Na? (1985)
- Umadakeni (1987)

### アフリカーンス
- Help My Krap (1986)

### レゲエ
- Rastas Never Die (1984)
- Think About The Children (1985)
- Slave (1987)
- Together As One (1988)
- Prisoner (1989)
- Captured Live (1990)
- House of Exile (1991)
- Victims (1993)
- Trinity (1995)
- Serious Reggae Business (1996)
- Tax man (1997)
- The Way It Is (1999)
- The Rough Guide To Lucky Dube (compilation) (2001)
- Soul Taker (2001)
- The Other Side (2003)
- Respect (2006)

### コンピレーション
- Live in Jamaica (2000)
- Lucky Dube Live In Uganda (2008)
- Retrospective (2008)